# Amanita bisporigera
Amanita bisporigera é uma espécie de cogumelo venenoso que pertence à família Amanitaceae e cujo consumo pode levar à morte. Encontrado na América do Norte, o fungo forma corpos de frutificação de cor branca e com um chapéu de até 10 centímetros. Sua estipe, também branca, é sólida e atinge 14 cm de altura. Há ainda um delicado anel na parte superior do "tronco" que é um resquício do véu parcial, e uma volva na base bulbosa mas que normalmente permanece sob o solo. Exala um odor que tem sido descrito como "agradável a um pouco nauseante", tornando-se mais enjoativo quando o cogumelo envelhece.
É considerado o mais letal cogumelo Amanita norte-americano. A maior parte da sua toxicidade é consequência dos efeitos da alfa-amanitina, uma das três amatoxinas presentes na espécie. Ela é prontamente absorvida no intestino, depois atua no fígado inibindo uma enzima responsável pela fabricação de proteínas. Este processo resulta em insuficiência hepática e a pessoa pode apresentar icterícia, hipoglicemia, acidose e hemorragia. Um único cogumelo pode conter até 12 mg de alfa-amanitina, o suficiente para matar um ser humano. As intoxicações em crianças menores de 10 anos são particularmente mais graves. Os primeiros relatos de mortes pelo consumo de A. bisporigera ocorreram no México em 1957, onde quatro pessoas da mesma família faleceram.
Na natureza, são encontrados sobre o solo crescendo solitários, dispersos, ou em grupos, em florestas mistas de coníferas e decíduas; principalmente durante o verão e início do outono. É mais comum no leste da América do Norte, e raro no oeste do continente. Está amplamente distribuído no Canadá, e seu alcance se estende ao sul até o México. Tal como outros amanitas, A. bisporigera forma micorrizas com árvores. Nesta relação ecológica mutualmente benéfica, as hifas do fungo crescem em torno das raízes das árvores, permitindo que o cogumelo receba umidade, proteção e nutrientes do vegetal, e proporcione à árvore maior acesso a substâncias do solo.
A espécie foi descrita cientificamente pela primeira vez em 1906 pelo micologista George Francis Atkinson. Os primeiros exemplares, que serviram de base para a descrição, foram encontrados na cidade de Ithaca, no estado de Nova Iorque. O cogumelo foi batizado com o epíteto específico bisporigera pois seus basídios geram dois esporos cada, ao invés de quatro como ocorre normalmente no gênero Amanita. O fungo teve seu genoma sequenciado. Os dados da sequência permitiram aos pesquisadores identificar os genes responsáveis pela biossíntese das toxinas, bem como entender melhor os controles genéticos relacionados com a formação de micorrizas.

## Taxonomia
Amanita bisporigera foi descrita cientificamente pela primeira vez em 1906 pelo botânico americano George Francis Atkinson numa publicação de Charles E. Lewis, seu colega na Universidade de Cornell. A localidade tipo foi a cidade de Ithaca, no estado de Nova Iorque, onde foram coletados vários exemplares. Em sua monografia de 1941 sobre cogumelos Amanita de todo o mundo, Édouard-Jean Gilbert transferiu a espécie para um novo gênero que chamou de Amanitina. No entanto, este gênero proposto por ele é considerado atualmente sinônimo de Amanita. Em 1944, William Murrill descreveu a espécie Amanita vernella com base em fungos coletados em Gainesville, Flórida; mas hoje é considerada sinônimo de A. bisporigera depois de um estudo realizado em 1979 ter revelado que seus basídios têm, em sua maioria, dois esporos cada. Amanita phalloides var. striatula, um táxon pouco conhecido descrito originalmente nos Estados Unidos em 1902 por Charles Horton Peck, é considerado pelo especialista em fungos Amanita Rodham Tulloss como sendo sinônimo de A. bisporigera. Nomes populares em língua inglesa para o cogumelo incluem: destroying angel, deadly amanita, white death cap, angel of death e eastern North American destroying angel.
O cogumelo pertence à seção Phalloideae do gênero Amanita, que contém algumas das espécies mais mortais de Amanita, incluindo A. phalloides e A. virosa. Esta classificação foi confirmada através de análises filogenéticas, que demonstraram que os membros produtores de toxinas da seção Phalloideae formam um clado, ou seja, eles derivam de um ancestral comum. Em 2005, Zhang e seus colegas realizaram uma análise filogenética baseada em sequências de espaçador interno transcrito de várias espécies tóxicas de Amanita com corpos de frutificação de cor branca, a maioria delas encontradas na Ásia. Os resultados suportam a existência de um clado contendo A. bisporigera, A. subjunquillea var. alba, A. exitialis e A. virosa. Amanita exitialis tem basídios com dois esporos cada, assim como A. bisporigera.

## Descrição

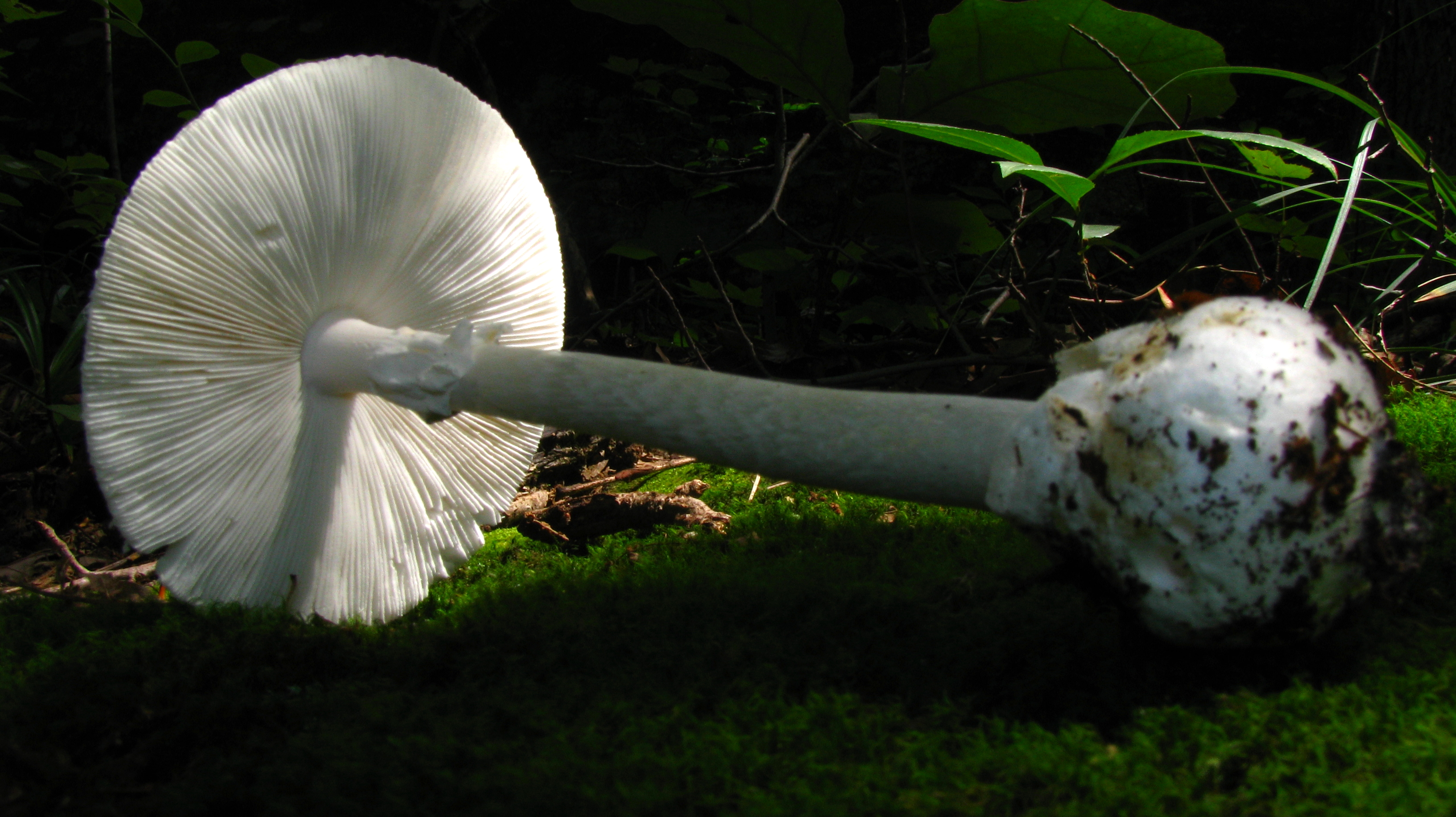
As lamelas brancas são apinhadas e a base do tronco é bulbosa

O píleo (o "chapéu" do cogumelo) mede de 3 a 10 cm de diâmetro, e seu formato varia conforme o grau de maturação, podendo ser ovoide, convexo ou um pouco achatado. A superfície do píleo é lisa e branca, às vezes com um tom bronzeado ou de cor creme pálido no centro. Ela é seca ou, quando o ambiente está úmido, ligeiramente pegajosa. A carne é fina e branca, e não muda de cor quando o cogumelo é cortado ou danificado. A margem do píleo, que é enrolada para dentro em espécimes jovens, não tem estrias (sulcos), tampouco vestígios volvais. As lamelas, também brancas, estão muito próximas umas das outras. Elas não se aderem ou se ligam mal ao "tronco" do cogumelo. As lamélulas (lamelas curtas que não se estendem até o tronco) são numerosas e se afilam gradualmente.
A estipe é branca e mede de 6 a 14 cm de altura por 0,7 a 1,8 cm de espessura. Ela é sólida (ou seja, não é oca), e afila-se ligeiramente para cima. Sua superfície, especialmente em espécimes jovens, é frequentemente flocosa (coberta com tufos de "pelos" macios), fibrilosa (coberta com pequenas fibras finas) ou escamosa (coberta com pequenas escamas); pode haver ranhuras finas ao longo do seu comprimento. O bulbo na base da estipe é esférico ou aproximadamente esférico. O anel delicado na parte superior da estipe é um resíduo do véu parcial que se estende a partir da margem do píleo para a estipe. É branco, fino, membranoso, paira como uma saia e protege as lamelas durante seu desenvolvimento.

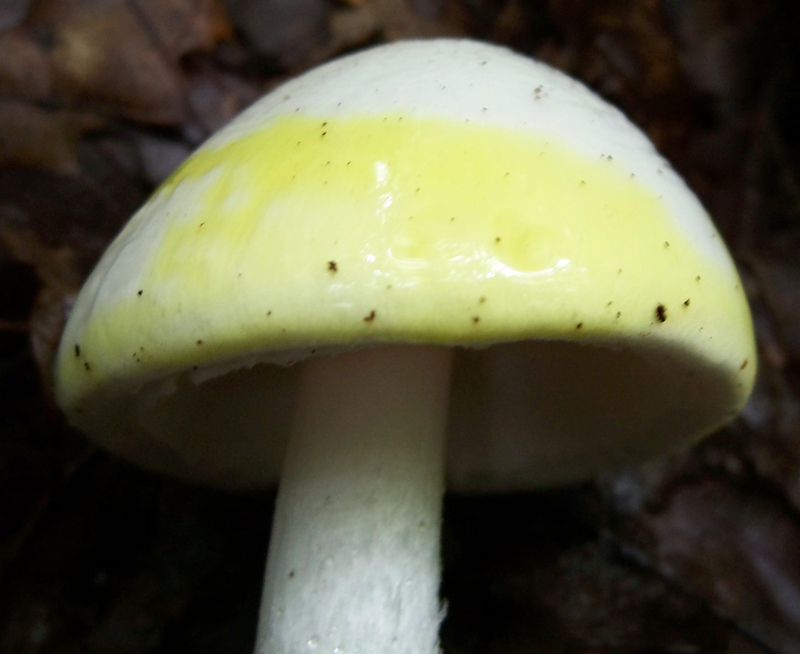
A superfície fica amarela quando é aplicada uma solução de hidróxido de potássio

Quando jovens, os cogumelos são envoltos por uma membrana chamada véu universal, que se estende a partir do topo do chapéu até a base do tronco, conferindo-lhe uma forma oval. Nos corpos de frutificação maduros, os remanescentes do véu formam uma membrana ao redor da base, a volva, como um copo em forma de casca de ovo. No entanto, a volva permanece sob o solo ou se rasga durante o desenvolvimento. Ela é branca, por vezes lobada, e pode ficar bastante pressionada contra a estipe. A volva atinge até 3,8 cm de altura (medidos a partir da base do bulbo), e tem cerca de 2 milímetros de espessura no meio do caminho entre o topo e o local onde se fixa na base. O odor do cogumelo tem sido descrito como "agradável a um pouco nauseante", tornando-se mais enjoativo quando o corpo de frutificação envelhece.
A carne do chapéu fica amarela quando é aplicada uma solução de hidróxido de potássio (KOH) a 5-10% (um teste químico comum usado na identificação de cogumelos). Essa reação química característica é compartilhada com A. ocreata e A. virosa, embora alguns autores têm expressado dúvidas sobre a identidade do norte-americano A. virosa, sugerindo que essas coleções podem representar A. bisporigera de quatro esporos. Tulloss sugere que relatos de A. bisporigera que não ficam amarelos com KOH correspondem, na verdade, a formas brancas de A. phalloides. Espécimes das montanhas Chiricahua do Arizona e do centro do México, apesar de "quase idênticos" a A. bisporigera, não ficam amarelos com KOH; a classificação taxonômica deles não foi investigada mais detalhadamente.

### Características microscópicas

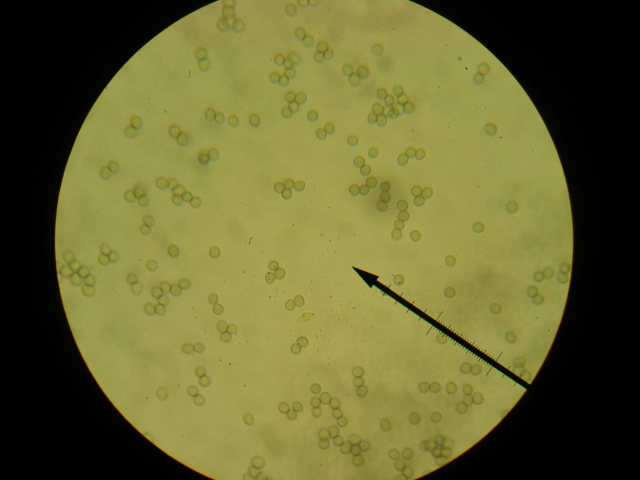
Os esporos são esféricos e translúcidos

A impressão de esporos (técnica utilizada na identificação de fungos) de A. bisporigera é branca, tal como a maioria dos outros Amanita. Os esporos são aproximadamente esféricos, com paredes finas, hialinos (translúcidos), amiloides, e medem 7,8 a 9,6 por 7,0 a 9,0 micrômetros (μm). A cutícula do chapéu é feita de hifas filamentosas entrelaçadas e parcialmente gelatinizadas, com 2 a 6 μm de diâmetro. O tecido da lamela é bilateral, o que significa que diverge a partir do centro da lamela para a sua borda exterior. O sub-himêmnio é ramificado: composto por hifas desconectadas, com ramificações relativamente finas. As células que carregam os esporos, os basídios, têm forma de taco, de paredes finas, sem fíbulas, com dimensões de 34 a 45 por 4 a 11 μm. Eles normalmente possuem dois esporos cada, embora raramente formas com três ou quatro sejam encontradas. Apesar de basídios com dois esporos ser uma característica essencial da espécie, há evidência de uma tendência para aumento da produção de basídios com quatro esporos a medida que a estação de frutificação progride. A volva é composta quase exclusivamente de hifas filamentosas densamente entrelaçadas, com 2 a 10 μm de diâmetro, e que são pouco a moderadamente ramificadas. Existem algumas pequenas células infladas, que são na sua maioria esféricas a amplamente elípticas. O tecido do tronco é feito de hifas filamentosas abundantes, pouco ramificadas, sem fíbulas, medindo 2 a 5 μm de diâmetro. As células são infladas, orientadas longitudinalmente, em forma de taco, e medem até 2 a 3 por 15,7 μm. O anel é feito de abundantes hifas filamentosas moderadamente ramificadas, medindo 2 a 6 μm de diâmetro. As células infladas são escassas, amplamente elípticas ou com forma de pêra, e raramente são maiores que 31 por 22 μm. Os pleurocistídios e os queilocistídios (cistídios encontrados nas faces e na borda das lamelas, respectivamente) estão ausentes, mas pode haver células cilíndricas ou em forma de saco do véu parcial nas bordas das lamelas; estas células são hialinas e medem 24 a 34 por 7 a 16 μm.

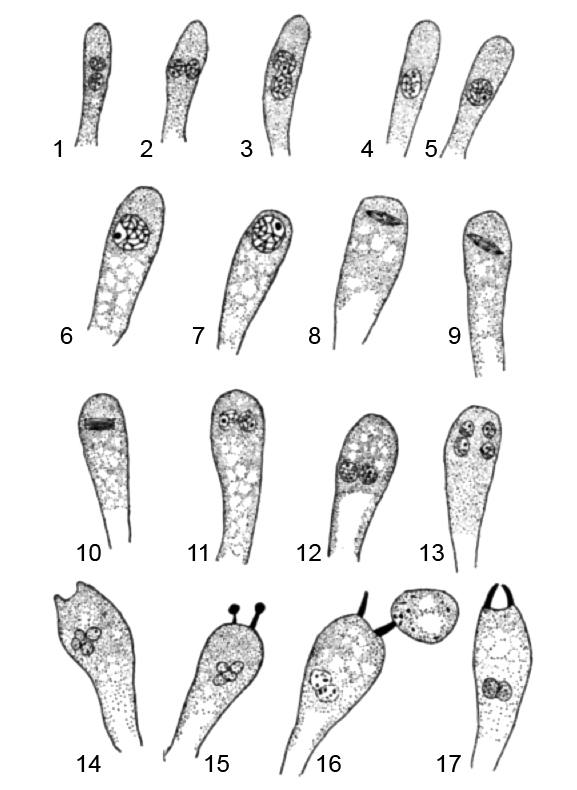
Desenvolvimento do basídio, ilustrado por Lewis em 1906

Em 1906, Charles E. Lewis estudou e ilustrou o desenvolvimento dos basídios, a fim de comparar o comportamento nuclear naqueles que possuem dois esporos com os que possuem quatro. Inicialmente, o basídio jovem é preenchido com citoplasma e contém dois núcleos primários, que têm nucléolos distintos (1). Com o crescimento do basídio, as membranas nucleares se aproximam (2), e em seguida desaparecem no ponto de contato entre elas (3). Os dois núcleos primários permanecem distintos por um curto período de tempo, e logo fundem-se completamente para formar um núcleo secundário maior, com um único nucléolo secundário (4, 5). O basídio aumenta de tamanho após a fusão dos núcleos primários, e o núcleo resultante migra para uma extremidade do basídio (6, 7). Durante este tempo, o núcleo desenvolve vacúolos "preenchidos pela seiva nuclear na célula viva". Os cromossomos são produzidos a partir de filamentos de nucléolos, e alinham-se transversalmente perto do vértice do basídio, ligados pelo fuso mitótico (8-10). Os cromossomos se dirigem então aos pólos, formando os núcleos filhos que ocupam diferentes posições no basídio; os filhos agora têm uma estrutura semelhante a do núcleo mãe (11). Em seguida os dois núcleos se dividem para formar quatro núcleos, semelhantes aos fungos com basídios de quatro esporos (12, 13). Os quatro núcleos se aglomeram a alguma distância a partir da extremidade do basídio para formar uma massa irregular (14). Pouco tempo depois, os esterigmas (saliências finas de basídios que unem os esporos) começam a se formar (15), e o citoplasma começa a passar através dos esterigmas para formar os esporos (16). Embora Lewis não tenha sido capaz de determinar com clareza, apenas a partir da observação, se os conteúdos de dois ou quatro núcleos passaram pela esterigmas, deduziu, examinando basídios velhos com esporos maduros, que apenas dois núcleos penetram nos esporos (16, 17).

## Espécies semelhantes
A cor e aparência geral de A. bisporigera são semelhantes às de A. verna e A. virosa. E mesmo formando cogumelos às vezes menores e mais finos que os dessas duas espécies, seu tamanho varia consideravelmente; portanto, o tamanho não é uma característica diagnóstica confiável. A. virosa frutifica no outono, porém mais tarde que A. bisporigera. A. elliptosperma é menos comum, mas amplamente distribuído no sudeste dos Estados Unidos, enquanto que A. ocreata é encontrado no costa oeste e no sudoeste do país. Outras espécies norte-americanas tóxicas semelhantes incluem Amanita magnivelaris, que tem um anel cor de creme, muito grosso e parecido com uma saia; e A. virosiformis, que tem esporos alongados medindo 3,9 a 4,7 por 11,7 a 13,4 μm. Nem A. elliptosperma nem A. magnivelaris tipicamente ficam amarelos com a aplicação de KOH; a reação de KOH de A. virosiformis não foi relatada.

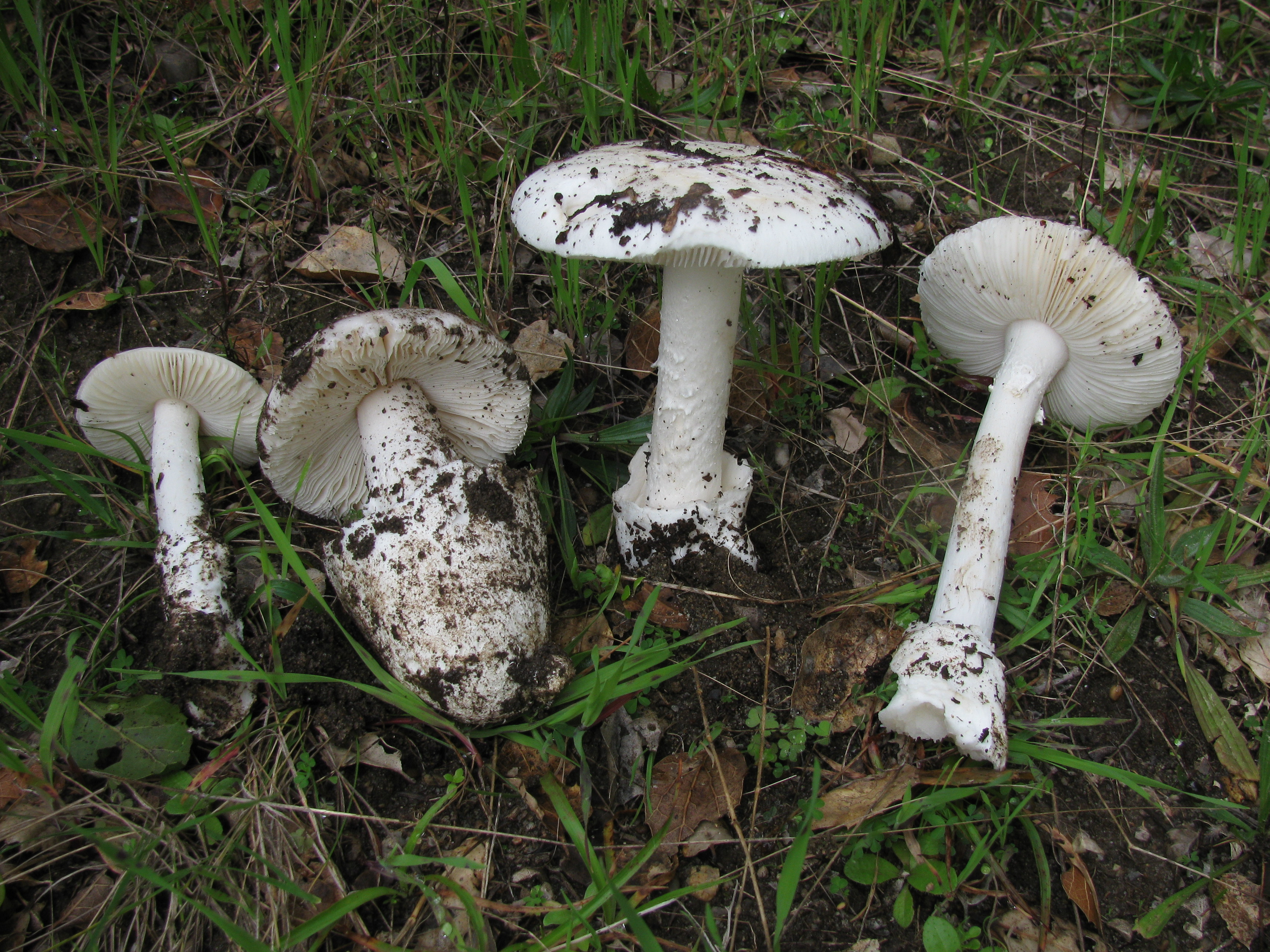
A Amanita ocreata é uma espécie parecida.

Leucoagaricus leucothites é outro cogumelo inteiramente branco com anel, lamelas livres, e de impressão de esporos branca, mas que carece de uma volva e tem esporos ovoides, de paredes espessas, dextrinoides (de coloração marrom-avermelhada em contato com o reagente de Melzer) e com um poro. A. bisporigera também pode ser confundido com a espécie comestível Agaricus silvicola, de tamanho maior. Como muitos amanitas brancos, os corpos de frutificação jovens de A. bisporigera, ainda envoltos no véu universal, podem ser confundidos com espécies puffballs, mas um corte longitudinal do corpo de frutificação revela estruturas internas do Amanita que estão ausentes em puffballs. Em 2006, sete membros de uma comunidade Hmong situada em Minnesota foram envenenados com A. bisporigera. Eles confundiram o fungo com cogumelos comestíveis Volvariella volvacea, que crescem no sudeste da Ásia.

## Habitat e distribuição
Como a maioria das outras espécies de Amanita, acredita-se que A. bisporigera forme associações micorrízicas com árvores. Nesta relação ecológica benéfica para ambos, as hifas do fungo crescem em torno das raízes das árvores, permitindo que o cogumelo receba umidade, proteção e subprodutos nutritivos do vegetal, e proporcione à arvore maior acesso aos nutrientes do solo. Os corpos de frutificação de A. bisporigera são encontrados sobre o solo crescendo solitários, dispersos, ou em grupos, em florestas mistas de coníferas e decíduas; eles tendem a aparecer durante o verão e início do outono. Os corpos de frutificação são comumente encontrados próximos a carvalhos, mas foram relatados em áreas com bétulas no oeste. É mais comumente encontrado no leste da América do Norte, e raro no oeste do continente. Está amplamente distribuído no Canadá, e seu alcance se estende ao sul até o território mexicano. A espécie também foi encontrada na Colômbia, onde ela pode ter sido introduzida a partir de árvores exportadas para uso em plantações de pinheiros.

## Toxicidade

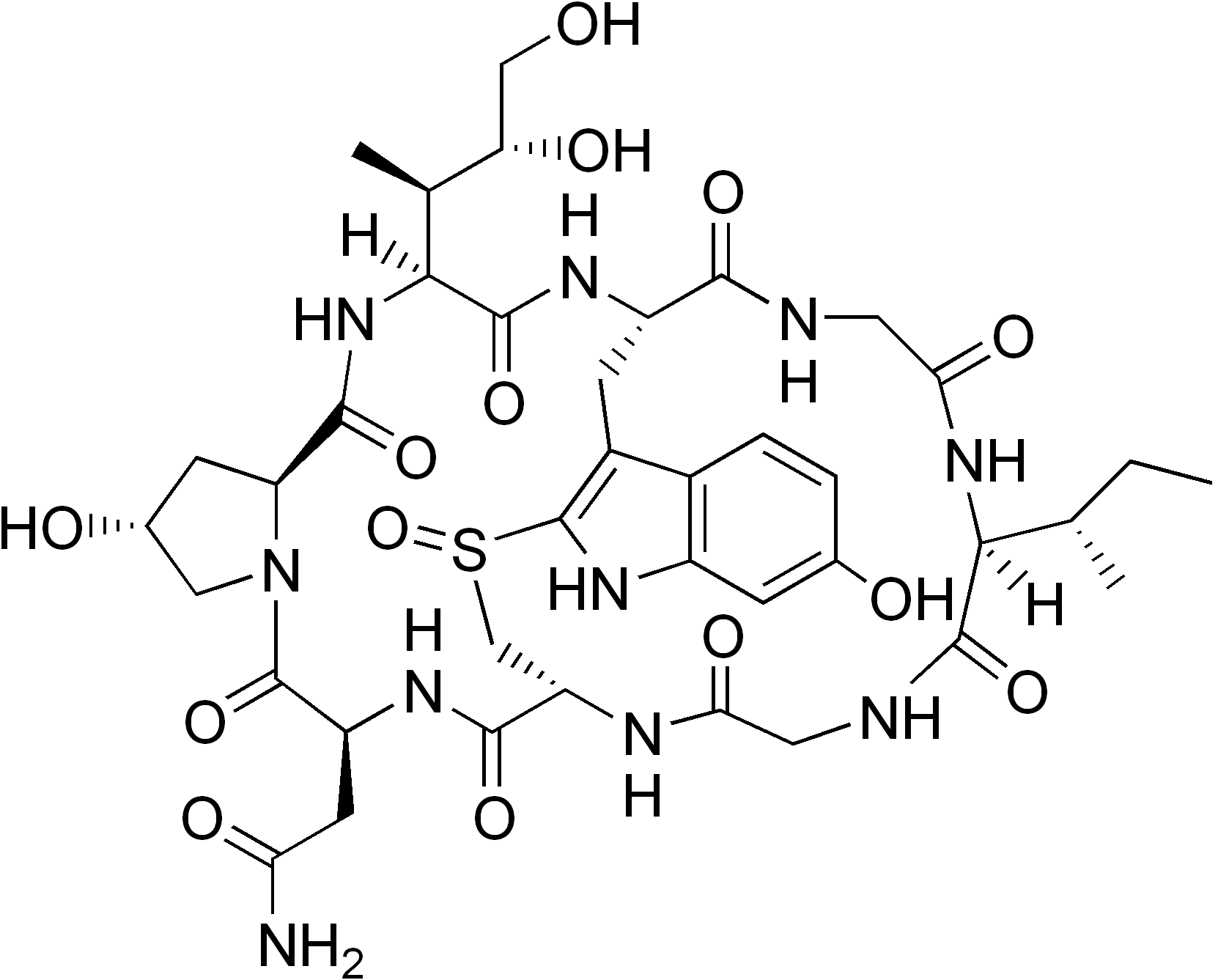
Estrutura da molécula de alfa-amanitina.

Amanita bisporigera é considerado o mais tóxico cogumelo Amanita norte-americano, com pouca variação no teor de toxinas entre os diferentes corpos de frutificação. Três subtipos de amatoxina foram descritos: α-, β-, e γ-amanitina. A principal amatoxina, a α-amanitina, é prontamente absorvida no intestino, e 60% da toxina absorvida é excretada através da bile, entrando na circulação entero-hepática; os rins eliminam os 40% restantes. A toxina inibe a enzima RNA polimerase II, interferindo assim com a transcrição de DNA, o que suprime a produção de RNA e a síntese de proteínas. Isto provoca necrose celular, especialmente nas células que são inicialmente expostas e têm rápidas taxas de síntese proteica. Este processo resulta em disfunção hepática aguda grave e, por fim, insuficiência hepática. Amatoxinas não são desagregadas por fervura, congelação ou secagem. Aproximadamente 0,2 a 0,4 miligramas (mg) de α-amanitina está presente em 1 grama de A. bisporigera; a dose letal em humanos é menor do que 0,1 mg/kg de peso corporal. Um corpo de frutificação maduro pode conter 10 a 12 mg de α-amanitina, suficiente para uma dose letal. A concentração de α-amanitina nos esporos é cerca de 17% daquela encontrada nos tecidos do corpo de frutificação. A. bisporigera também contém a falotoxina falacidina, estruturalmente relacionada com as amatoxinas mas considerada menos tóxica devido à má absorção. Intoxicações (de amanitas brancos similares) também foram relatadas em animais domésticos, incluindo cães, gatos e vacas.
Os primeiros relatos de intoxicações fatais devido ao consumo de A. bisporigera ocorreram nas proximidades de San Antonio, no México, em 1957, onde um fazendeiro, sua esposa e três filhos ingeriram o fungo; apenas o homem sobreviveu. O envenenamento por Amanita é caracterizado pelas seguintes fases distintas: a fase de incubação é um período assintomático que varia de 6 a 12 horas após a ingestão. Na fase gastrointestinal, cerca de 6 a 16 horas após a ingestão, a pessoa começa a apresentar dor abdominal, vômitos explosivos e diarreia por até mais de 24 horas, o que pode levar a uma desidratação e desequilíbrio eletrolítico graves, além de choque. Estes primeiros sintomas podem estar relacionados com outras toxinas, como a faloidina. Na fase citotóxica, de 24 a 48 horas após a ingestão, são observados sinais clínicos e bioquímicos de danos ao fígado, mas o paciente está tipicamente livre dos sintomas gastrointestinais. Os sinais de disfunção hepática, tais como icterícia, hipoglicemia, acidose e hemorragia aparecem. Mais tarde, ocorre um aumento nos níveis de protrombina e de amônia no sangue, e os sinais de encefalopatia hepática e/ou renal aparecem. Os fatores de risco para a mortalidade são: idade menor de 10 anos, período de latência curto entre a ingestão e o aparecimento dos sintomas, coagulopatia grave (distúrbio de coagulação do sangue), hiperbilirrubinemia grave (icterícia) e aumento dos níveis de creatinina sérica.

### Tratamento

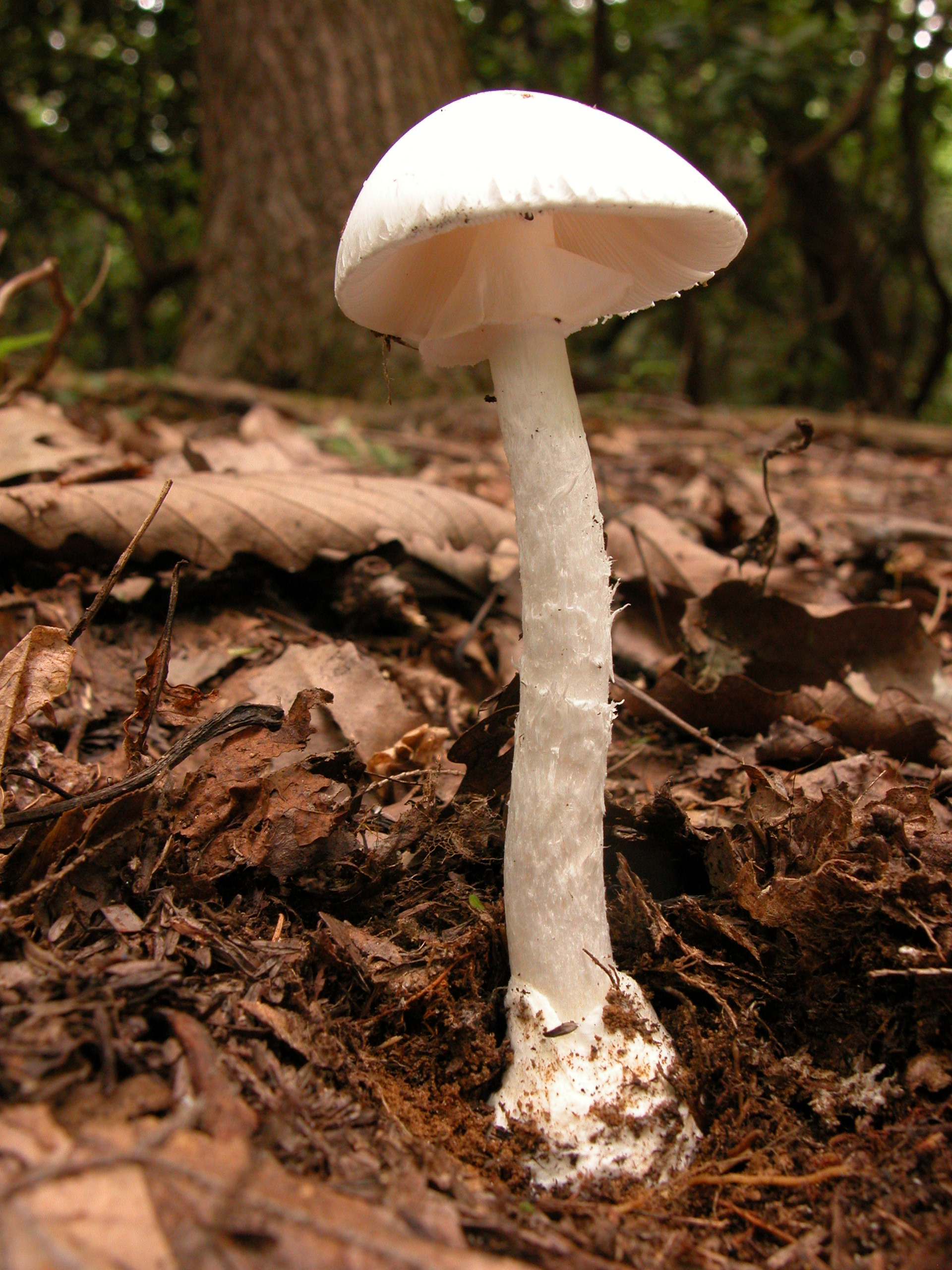
A ingestão de um único cogumelo pode levar à morte

Não há nenhum antídoto efetivo disponível para tratar o envenenamento por A. bisporigera. Recomenda-se a passagem de sonda nasogástrica com carvão ativado para impedir que as toxinas sejam absorvidas e entrem na circulação entero-hepática. Na literatura científica, as únicas recomendações terapêuticas são baseadas apenas em alguns relatos de caso. Considera-se que a administração de penicilina G intravenosa deve ser iniciada em todos os casos de ingestão de cogumelos com amatoxinas. Este antibiótico compete com a toxina pelos sítios de ligação de algumas proteínas do sangue, diminuindo assim o transporte da substância nociva ao fígado. Há algumas evidências de que a silibinina intravenosa, um extrato de Silybum marianum, pode ser benéfica na redução dos efeitos das amatoxinas, impedindo a sua absorção pelos hepatócitos e protegendo o tecido hepático. O monitoramento da função hepática é essencial, pois em pessoas que desenvolvem insuficiência hepática, o transplante de fígado é frequentemente a única possibilidade de impedir a morte.

## Genoma
O Projeto Genoma Amanita foi iniciado no laboratório de Jonathan Walton na Universidade Estadual de Michigan, em 2004, como parte de seus estudos sobre o Amanita bisporigera. O objetivo do projeto é determinar os genes e controles genéticos relacionados com a formação de micorrizas, e elucidar os mecanismos bioquímicos da produção de toxinas. O genoma do A. bisporigera foi sequenciado através da combinação do método de Sanger automatizado e pirosequenciamento, e as informações da sequência do genoma são pesquisáveis publicamente. Os dados da sequência permitiram aos pesquisadores identificar os genes responsáveis pela biossíntese de amatoxina e falotoxina, AMA1 e PHA1. Os peptídeos cíclicos são sintetizadas nos ribossomos, e exigem as peptidases prolina-específicas da família prolil oligopeptidase para processamento.
A informação sobre a sequência genética de A. bisporigera foi usada para identificar os polimorfismos moleculares em espécies relacionadas. Estes polimorfismos de nucleotídeos únicos podem ser usados como marcadores genéticos populacionais para estudar filogeografia e genética de populações. A informação da sequência também foi utilizada para mostrar que A. bisporigera carece de muitas das principais classes de enzimas secretadas que degradam os polissacarídeos complexos de paredes celulares vegetais, como a celulose. Em contraste, fungos saprotróficos como Coprinopsis cinerea e Galerina marginata, que decompõem a matéria orgânica para a obtenção de nutrientes, têm um "repertório" mais completo de enzimas de degradação de parede celular. Apesar de poucos fungos ectomicorrízicos já terem sido testados deste modo, os autores sugerem que a falta de capacidade de degradação da parede da célula vegetal pode estar correlacionada com o nicho ecológico ectomicorrízico.